# يوتوبيا (كتاب)
يوتوبيا اقرب كلمة يونانية  u-topos، أي «ليس في أيِّ مكان» بالعربي «الطوباوية» 
اليوتوبيا هي قصة خيالية فلسفية وسياسية كتبها الفيلسوف والمفكر البريطاني توماس مور ونشرت باللغة الاتينية عام 1516 ، وتروي القصة التقاليد السياسية والأعراف الدينية والاجتماعية لجزيرة معزولة وغير معروفة.
ابتكر توماس مور توماس مور فيها هذه التسمية، إذ أطلقها على مكان لاوجود له في أي مكان، وعلى حضور غائب، وحقيقة غير حقيقية. وقد تخيلها على شكل جزيرة «من أفضل الجمهوريات» عاصمتها مدينة شبحية تسمى آموروت Amurote، ونهرها آنهيدريس Anhydris هو نهر بلا ماء، ورئيسها آديموس Ademus هو أمير بلا شعب، وسكانها من شعب الآلاوبوليت Alaopolites وهم مواطنون بلا مدينة، وجيرانهم الأكوريون Achoréens، وهم سكان بلا بلد، أي إن العالم كما طرحه مور من هذا المنظور عالم معكوس أراد به إدانة شرعية العالم الصحيح الواقعي. وكان لهذا المؤلَّف أصداؤه الممتدة بين المثقفين الأوربيين في عصره حتى القرن التاسع عشر، وحتى صارت كلمة يوتوبيا تسمية لنوع أدبي يراوح بين الخرافة وقصص الرحلات، ثم صارت تسمية لنماذج وتصنيفات للأمكنة المثالية للعيش البشري.
والطوبى هي من نوادر الجموع لكلمة طيّب، وتعني الغبطة والسعادة والحظ والخير، ومنها كلمة الطوباوية التي توافق في معناها ولفظها كلمة يوتوبيا Utopie. وهذه الكلمة الأجنبية لا أصل يونانياً لها، عدا كلمة topos في جذرها، التي تعني المكان، والمقطع الأول U يعني «لا»، أي: لامكان.

## تاريخ
لم يأتِ توماس مور بجديد، فهذه النزعة لتخيُّل أمكنة خرافية مثالية كانت موجودة في الغرب منذ العصر اليوناني، حين عالج الفلاسفة والشعراء قضايا الواقع ومشكلاته بوصفهم أمكنة عجائبية لا تتوقف فيها الأشجار عن حمل الثمار طوال السنة، كما هي حال حدائق الكينوس Alkinoos التي تحدث عنها هوميروس Homeros في النشيد السابع من «الأوديسة» Odyssée، أو لعصر ذهبي لاهموم فيه، ولا شيخوخة، ولا أحد يستأثر فيه بشيء، لأن كل الثروات تعود للجميع، حسبما تخيل هسيودوسHesiodos في ملحمته «الأعمال والأيام»، أو لشكل حياةٍ نموذجي لا عمل فيه، ولا معارك، بل وَفْرَة ومآدب عامرة، كما وصفه بِنداروس Pindaros في جزيرته السعيدة التي تقع «على أطراف الأرض».
يتبين من ذلك أن هذا التنوع في تصوير أشكال الحياة المثالية التي تأخذ فيها السعادة شكل الوفرة المادية، أو العمر المديد، أو التوزيع العادل للثروات، أو انعدام الحروب؛ كان يعكس تطلعات المفكرين لواقع نموذجي تُحلُّ فيه مشكلات البشر على جميع الأصعدة، حتى إذا ما أتى أفلاطون Platon تحولت هذه التصورات الخيالية المبعثرة إلى مشروع متكامل صاغه الفيلسوف في «الجمهورية» La République و«القوانين» Les Lois حين طرح تصوره عن «المدينة الفاضلة» التي يقوم النظام السياسي فيها على احترام القوانين التي تعالج كل تفاصيل الحياة الاجتماعية والاقتصاد والتربية والدين والعدالة والعمران.
تعددت مشروعات الإصلاح الاجتماعي والسياسي في مدن نموذجية متنوعة كتلك التي تحل المساواة فيها على الأصعدة كافة في مشروع أحد معاصري أفلاطون وهو فاليّاس من خلقيدونيا Phaléas de Chalcédoine، وتلك التي تقوم على الاختلاف وتكرّسه في مشروع هيبوداموس Hippodamos. ولم يخل الأمر من بعض السخرية أحياناً كما في مسرحية «مجلس النساء» L’Assemblée des femmes لمؤلف الكوميديا أريستوفان (أريستوفانس) Aristophanes الذي انتقد فيها بطريقته اللاذعة مواطنيه من الرجال وعدَّهم سبب البلاء، ولذا عليهم أن يرحلوا ويتركوا الحكم للمرأة علّ الأمور تستقيم بصورة أفضل.
ولأن تلك المدن المثالية كانت مشروعات من الصعب تحقيقها في الواقع، فقد وضعها الكتّاب في أمكنة بعيدة يصعب الوصول إليها. ترافق ذلك وظهور أدب الرحلات الذي شجع على رواجه تحركات جيوش الاسكندر المقدوني. وهكذا تعددت الروايات عن بلاد بعيدة حقيقية، للحياة فيها طعم مختلف، كجزر الشمس التي زارها يامبولوس Jamboulos، حسب رواية ديودوروس الصقلي Diodore de Sicile الذي نقل عن مكتشفها أن السعادة تحل فيها دوماً، وأن سكانها يعيشون حياة جماعية مليئة بالوفرة، لايعرفون المرض ولا الموت المبكر، وتنتفي فيها العبودية. هناك أيضاً الجزيرة المقدسة التي تفيض أرضها بالثروات، وتقع حسب الرحالة إيفيميرEvhémère في عرض سواحل الهند والجزيرة العربية، وجزر الحظ التي روى بلوتارخُسPlutarque أنها تقع في عرض سواحل أفريقيا، وجزيرة أوغيفيا Ogyvie على بعد خمسة أيام سفر من بريتانيا، وجزيرة الماكروب Macrobes حيث الرجال المعمرون، وتحدَّث عنها سيدرينوس Cedrenos منطلقاً من المواقع التي وصل إليها الاسكندر المقدوني، والهند ومصر اللتان يعيش فيهما البراهمان Brahmanes والنسّاك المتعبدون Gymnophysites حسب رواية فيلوستراتوس،Philostratos نقلاً عن رحلات أبولونيوس من تيان Apollonios de Tyane التي قادته إلى تلك البلاد.  
لم يختلف الأمر في الحضارة الرومانية، إذ استعاد أوفيد Ovide في كتاب «التحولات» أو «مسخ الكائنات»Métamorphoses فكرة هسيودوس عن العصر الذهبي لمجتمع لا عوائق فيه ولا أسلحة، يعيش من اقتصاد جني الثمار في ربيع دائم حيث «تجري أنهار الحليب، وتسيل ثمار الرحيق والعسل البري». أما هوراتيوس (هوراس) Horace فقد دعا إلى ترك روما التي هجرتها الآلهة، والالتحاق بجزر الحظ التي «خصّصها جوبيتر Jupiter لعرق مؤمن»، وعلى نقيضه جعل فِرجيل Virgileالمكان الطوباوي في إيطاليا حيث تُستعاد حياة السِّلم، مشيراً إلى أن طفلاً من نسل الآلهة والأبطال سيولد، وسيكون مولده فاتحة للعصر الذهبي.
لم تمنع المشروعات النظرية والرؤى لمجتمعات سعيدة تتوضع في أمكنة مسحورة أو حقيقية بعيدة قيامَ بعض المحاولات العملية لتأسيس مجتمعات نموذجية في الواقع، كتلك التي أدّت إلى تشريعات إسبرطة Sparte وكريت Crète وقرطاجة Carthage، وكمحاولات هيرمياس من آتارنيا Hermeas d‘Atarnée في آسيا الوسطى، والمستوطنات الجماعية في جزر ليباريLipari، ومشروعات آريستونيكوس Aristonicos المناهضة للعبودية في آسيا الصغرى، التي يظن المؤرخون أنها الأصل الذي استمد منه يامبولوس روايته عن جزيرة الشمس، فضلاً عن كل المحاولات التي باءت بالإخفاق لتحقيق مشروعات أفلاطون المثالية في جزيرة صقلية.

## الطوباوية في العصر الحديث
يمكن القول إن المخيلة الدينية في العصر الحديث كانت بديلاً من المشروعات الطوباوية التي تحدث عنها القدماء؛ إذ لم يعد الناس في فترة انتشار المسيحية في أوروبا يفكرون بأمكنة الرخاء على الأرض، وإنما بجنات تقع في العالم الآخر تكون جزاءً للمؤمنين المتعبدين تعوّضهم عن الحياة الأرضية القاسية المليئة بالحروب. لم يمنع ذلك ظهور بعض القصص الخرافية التي انبثقت من الحكايات الدينية لتصور بلاد النعيم Pays de Cocagne كنموذج لجنة الله على الأرض، وكتلك البلاد التي روى القديس برندان Brendan أنها تحتوي على «كاتدرائيات من الزجاج». كما أن بعض المواكب الصاخبة والكرنڤالات وأعياد المجانين التي درج الاحتفال بها في القرون الوسطى كانت تصور العالم مقلوباً، إذ إن التنكر وادعاء الجنون كانا وسيلتين ناجعتين لانتقاد المؤسسات القائمة، ولوصف ما ينبثق من المخيلة من أشكال الحياة السعيدة. ولاشك في أن مؤلَف إراسموسErasme «مديح الجنون»    (1511) Eloge de la folie كان أحد تداعيات هذه الفكرة التي تصور عالم الجنون بديلاً من العالم الواقعي.
ما كان لفكرة اليوتوبيا التي أطلقها توماس مور أن تُحْدِثَ ذلك التأثير كلَّه لو لم تكن تلك الحقبة مرحلة تغيرات جذرية. فقد كان للاكتشافات الجغرافية دورها في قلب مفاهيم مركزية الغرب الأوربي، ولنظريات كوبرنيكوس Copernic وغاليليوGalilée في كروية الأرض تأثيرها في زعزعة القناعة بثبات الكوكب وتسطحه، إضافة إلى أن الحروب الدينية التي تولدت عن الإصلاح الديني فرضت إعادة النظر في طبيعة الممارسات الدينية وجوهرها. وعلى الصُّعد الاجتماعية والسياسية والاقتصادية أيضا كان لانهيار النظام الإقطاعي وصعود البرجوازية دورهما في فسح المجال أمام ظهور قوى جديدة غيَّرت موازين القوى كثيراً؛ إذ قام كتَّاب ومفكرو تلك الفترة المضطربة بوضع صيغ جديدة للعيش؛ ففي فرنسا، وأمام وعود الملك فرانسوا الأولFrançois 1er بالتسامح الديني وصف فرانسوا رابليه François Rabelais مكاناً مُتخيلاً هو دير تيليم L’abbaye de Thélèmeالذي يحكمه تنظيم حكيم يسهّل العلاقات الاجتماعية في إطار طبيعي يقوم على الانسجام، لكن رابليه سرعان ما عبّر عن تشاؤمه من إمكانيات التغيير ذاته أمام قسوة الواقع وتصاعد التعصب الديني من جديد ومشاهد العنف المرعبة التي صارت جزءاً من العيش اليومي منذ عام 1540.
أما في إنكلترا فقد كان الوضع مختلفاً، فبعد أن ظهر مؤلف فرانسيس بيكون Francis Bacon عن الاطنلطس الجديدة Nouvelle Atlantide عام 1627، وكتاب صمويل هارتليب Samuel Hartlib عن مملكة ماكاريا Macarie في 1641، ثم كتاب صمويل غوت Samuel Gott عن سوليما الجديدة La Nouvelle Solyme في 1648؛ بدأ المفكرون والكتّاب يصبُّون اهتمامهم على الواقع ومحاولة تغييره بدلاً من الهروب بالتفكير إلى أمكنة بعيدة، ويمكن تفسير ذلك بتأثير أفكار كرومويل Cromwell الذي كان له أثرًٌ أساسيًٌ في تغيير بنية الحكم والتقنيات العسكرية، وكان وراء اندلاع الثورة البرجوازية الكبيرة التي جعلت من إنكلترا قوة تجارية واستعمارية كبيرة. ولذلك ظهرت في تلك الفترة مؤلفات تناقش روحية القوانين مثل كتابي «قانون العدالة الجديد»(1649) La Nouvelle loi de justice و«قانون الحرية» (1625) La Loi de liberté لجيرارد وينستانلي Gerrard Winstanley، وكتاب «لوياثان» Léviathan لهوبز (1651) Hobbes الذي عرض فيه أفكاره ونظريته الفلسفية والسياسية حول عَقْدٍ اجتماعي يتخلى بموجبه الناس عن حقوقهم الطبيعية لصالح المجتمع، وكتاب «أوسيانا» Oceana لجيمس هارينغتون James Harringtonالذي نشره في عام 1656 وأهداه لكرومويل، وطرح فيه مشروعه لإعادة تنظيم المجتمع ليجعله مثالياً.
مع ظهور تيار الافتتان بما هو غريب Exotisme في القرن الثامن عشر، ومع الانتشار الواسع لأدب الرحلات الذي تختلط فيه القصص الحقيقية بتلك المتخيلة لبلاد سعيدة، توجَّه الأدب نحو التعبير عن التوق إلى المجهول الذي أظهرته عنوانات الكتب في تلك الفترة مثل مجموعة «رحلات غوليفر» (1726) Les Voyages de Gulliver  لسويفت Swift، و«اكتشاف الجزء الجنوبي من الأرض» (1777ـ1782) La Découverte australe لريستيف دي لا بروتون Restif de la Bretonne، و«أركاديا»(1781) L’Arcadie لبرناردان دي سان بيير Bernardin de Saint Pierre، و«ملحق لرحلة بوغانفيل» (1796) Supplément au Voyage de Bougainville لديدرو Diderot، وكتابيَ سيرانو دي برجراك Cyrano de Bergerac «القصة المضحكة لدول وامبراطوريات القمر» (1657) L’Histoire comique des Etats et empires de la lune، و«دول وامبراطوريات الشمس» (1662)Etats et empires du Soleil. وكان القرن الثامن عشر أيضاً عصر التنوير وأفكار الموسوعيين الجديدة حول دور القانون في التأسيس لمجتمع أفضل، إضافة إلى المفاهيم الجديدة حول المساواة والإخاء والحرية التي مهدت للثورة الفرنسية، ولذلك صارت المشروعات الطوباوية في كل أوروبا حتى القرن التاسع عشر تتناول نمطاً جديداً من الحياة الجماعية التي تنعدم فيها الملكية الفردية. ففي كتاب موريللي Morelly «قانون الطبيعة» (1755) Code de la nature نجد طرحاً لأسس حياة شيوعية بدائية ذات نمط زراعي. كما أن روبرت أوين Robert Owen الذي اهتم بظروف العمال وبتحسين القوانين الاجتماعية للعمل في إنكلترا حاول أن يؤسس مستعمرة شيوعية في الولايات المتحدة أسماها «الانسجام الجديد» New Harmony، لكن مشروعه أخفق، فعاد إلى التنظير، وطرح في مجلة أصدرها بعنوان «العالم الأخلاقي الجديد» (1836ـ1844) The New Moral Worldنظرياته عن الشيوعية الطوباوية. كذلك كتب الألماني فيلهلم فايتلينغ Wilhelm Weitling الذي تأثر بالأفكار الاشتراكية في فرنسا «البشرية كما هي وكما يجب أن تكون» (1838) L’Humanité comme elle est et comme elle devrait être، كما حاول تأسيس رابطة للحرفيين وبناء مستعمرة شيوعية أسماها Communia، لكن مشروعه هذا باء بالإخفاق أيضاً.
هذه المشروعات تأثرت كثيراً بأفكار الاشتراكية الطوباوية التي نشرها في فرنسا شارل فورييه Charles Fourier الذي حلم بعالم جديد، وكلود هنري دي سان سيمون Saint-Simon الذي وجه تفكيره نحو تأسيس «المسيحية الجديدة» (1825) Le Nouveau Christianisme، وأعلن عن رغبته في إعادة جنات عدن إلى الأرض. وهناك أيضاً إتيين كابيه Etienne Cabet الذي ألّف «رحلة إلى إيكاريا» Voyage en Icarie في منفاه في لندن، ثم حاول بعد ذلك أن يحوّل إيكاريا المكتوبة على الورق إلى نموذج حقيقي.
وعلى صعيد الأدب العربي ظهرت منذ القديم بعض الأعمال ذات الصبغة الطوباوية، والتي تتحدث عن عالم قَصِيٍ تتحقق فيه أحلام البشر المؤمنين الصالحين بالعدالة والمساواة والخير. ومن هذه الأعمال «رسالة الغفران» للمعري، إضافة إلى عدد من مؤلفات الفارابي ومنها «المدينة الفاضلة» و«تحصيل السعادة».
ظهرت في الأدب العربي الحديث منذ عصر النهضة في منتصف القرن التاسع عشر بعض الأعمال القليلة أيضاً التي اندرجت في مفهوم الطوباوية، مثل «غابة الحق» (1865) لفرانسيس مراش من حلب، و«أم القرى» (1901) لعبد الرحمن الكواكبي و«لطائف السمر في سكَّان الزُّهرة والقمر» (1907) لميخائيل الصَّقال من حلب أيضاً، وهناك «الدين والعلم والمال» (1903) لفرح أنطون اللبناني وصاغ مادته بأسلوب روائي. أما القاص والمسرحي المصري يوسف إدريس فقد أسهم في هذا النوع الأدبي بقصة «جمهورية فرحات» (1956). ويمكن القول إن الكاتب العربي الوحيد الذي كتب اليوتوبيا حسب المفهوم الأوربي هو سلامة موسى، ولاسيما في كتابه «أحلام الفلاسفة» (1926) وفي قصة «من أحلام اليقظة» في أوائل ثلاثينيات القرن العشرين.
على الرغم من المعنى الانتقاصي الذي يحيط اليوم بكلمة الطوباوية التي صارت رديفاً لكل ما يُعَدُّ أضغاث أحلام لاعلاقة لها بالواقع، إلا أنه لايمكن نكران الأثر الذي تركه الأدب الطوباوي في إغناء المخيلة البشرية بكل هذه الرؤى لمجتمع مختلف. لقد فتح ذلك الأدب الباب لمشروعات أخفق معظمها، إلا أنها أسست لإيديولوجيات ولتحولات اقتصادية وسياسية واجتماعية أفرزت ثورات مهمة غيرت معالم التاريخ. وما بين أسطورة غلغامش الرافدية وبين قصص وأفلام الخيال العلمي في الزمن المعاصر يظل قدر الإنسان أن يحلم وأن يعمل منتظراً حلول اليوم الذي تصير فيه العدالة والوفرة والسلام واقعاً حقيقياً يضمن السعادة للبشرية جمعاء.

## روابط خارجية
- طوباوية على موقع الموسوعة البريطانية (الإنجليزية)